# Mutagenesis
Mutagenesis ist eine wissenschaftliche Fachzeitschrift, die von Oxford University Press veröffentlicht wird. Derzeit erscheint die Zeitschrift mit sechs Ausgaben im Jahr. Es werden Arbeiten veröffentlicht, die sich mit der Identifizierung, Charakterisierung und Mechanismenaufklärung der mutagenen Wirkung von physikalischen, chemischen oder biologischen Agenzien beschäftigen.
Der Impact Factor der Zeitschrift lag im Jahr 2018 bei 2,898.